# Heinrich von Gagern
Heinrich Wilhelm August von Gagern (Bayreuth, 1799. augusztus 20. – Darmstadt, 1880. május 22.) báró, német liberális politikus. 1848-ban a frankfurti Pál-templomban ülésező német alkotmányozó nemzetgyűlés elnöke, majd miniszterelnök lett. Politikai törekvéseinek középpontjában a német egység megvalósítása állt. Pályafutása, különösen az 1848-as európai forradalmi évben, számos párhuzamot mutat Kossuth Lajoséval.

## Élete
Bortermelő, polgárosodó nemesi családban született a Rajna-vidéken. 1812-től 1814-ig a müncheni katonai iskola növendéke volt, és 1815-ben mint hadnagy vett részt a waterlooi ütközetben. Később jogot tanult, ügyvédi diplomát szerzett. Fiatal korában nagy hatással volt rá liberalizmus és a romantika.
1832-ben tagja lett a hesseni tartománygyűlésnek (Darmstadt). Ennek a reformokat szorgalmazó testületnek a tagjaként lett ismert liberális ellenzéki politikussá. A tartománygyűlés 1836-os bezárása után a hatóságok elbocsátották hivatalából, megfosztották kamarási címétől, pert is fontolgattak ellene. Vissza kellett vonulnia birtokára, a Worms melletti Monsheimbe. Ekkoriban alakultak ki azok a politikai elképzelései, amelyek szerint először a tartományokban kell sikerre vinni a liberalizmus és a német egység ügyét, majd a tartományok küldötteiből létrejövő nemzetgyűlés teremtheti meg az egységes liberális német nemzetállamot. Külpolitikai elképzeléseiben „magától értetődő, kölcsönösségen alapuló” kapcsolatnak tekintette a német–magyar szövetséget, ami elsősorban az orosz cári veszély elhárítására irányulhat. Az 1840-es években társadalmi szervezetekben tevékenykedett, széles körű levelezést folytatott.
1847 februárjában a hesseni kormányzat ellenzése dacára ismét beválasztották a tartománygyűlésbe. Konkrét programot tartalmazó instrukciót készített a tartománygyűlés azon tagjai számára, akiket a frankfurti Bundestagba, a német egység formális szervezetébe delegáltak. Decemberben a hesseni trónbeszédre következő válaszfelirati vita során éles támadást intézett a kormányzat ellen. 1848. március 5-én I. Lajos hesseni nagyherceg miniszterelnökké nevezte ki Gagernt. 
Gagern miniszterelnöki pozícióját arra használta, hogy a helyi haladó erőket, a reformok liberális és demokrata híveinek valamennyi áramlatát összefogja és lehetővé tegye az együttműködést az uralkodó német dinasztiákkal.
1848. május 19-én az európai forradalmi hullám keretében létrejött első össznémet parlament, a frankfurti nemzetgyűlés az elnökének választotta. Ő volt az, aki, midőn a német birodalmi kormányzói állás betöltéséről volt szó, a parlament figyelmét János osztrák főhercegre fordította, habár más oldalról minden módon arra törekedett, hogy a német császári korona a porosz királynak ajánltassék fel. 1848. december 16-án birodalmi miniszterelnökké választották. és azon indítvánnyal lépett fel, hogy Németország alakuljon szövetséges állammá Poroszország vezetése alatt, melyhez Ausztria csupán mint szövetséges állam kössön uniót. Midőn a porosz király a felajánlott császári koronát visszautasította, és a német egység ügye egyelőre kudarcot szenvedett, 1949 nyarán belső emigrációba vonult.
Őrnagyként vett részt a dán uralom elleni schleswig-holsteini felkelés nyomán kialakult háborúban, mintegy szabadságot vett ki a politikától. Ezután Heidelbergbe költözött. Az 1859-es osztrák-francia háború után teljesen elfordult Poroszországtól és Ausztria pártjára lépett. 1864-től 1872-ig a hesseni nagyhercegséget képviselte a bécsi udvarnál és miután ezt az állást beszüntették, Darmstadtba vonult vissza.

## Családja
Apja Hans Christoph Ernst von Gagern német politikus volt. Legidősebb fia, Friedrich Balduin (szül. 1842) a német birodalmi gyűlés tagja lett.